# November Spawned a Monster
November Spawned a Monster è un brano del cantante inglese Morrissey.
Pubblicato anche come singolo, il 18 novembre del 1989 dalla HMV Records in Inghilterra e dalla EMI in Italia, il disco raggiunse la posizione numero 12 della Official Singles Chart.

## Realizzazione
Scritto assieme a Clive Langer, che poi ne curò anche la produzione assieme ad Alan Winstanley,  il brano è contenuto anche nella raccolta Bona Drag, uscita nel 1990.
Il testo, già dal titolo, riflette sulla condizione di una ragazza disabile (Novembre ha generato un mostro, nella forma di questa bambina), e sul suo stato di perenne pietà e repulsione, da parte della gente, che generano in lei un sentimento di sconforto.
"È questo atteggiamento della gente che esclude queste persone che sono, tra virgolette, meno fortunate di noi. Pensano di essere protettivi, ma non lo sono, sono un insulto. Sono il tipo di persone che mi condanneranno anche in considerazione del fatto di aver scritto una canzone su una persona, tra virgolette, disabile. Il testo non si riferisce ad una persona in particolare. Se sei un vero artista disponi di una potente...oh Dio...visione della maggior parte delle situazioni, anche non propriamente dolorose, come nel mio caso il più delle volte sono. Io non ho bisogno di conoscere personalmente i soggetti. È solo una questione di capire molte situazioni estreme della vita. E se vedi qualcuno in quella che si definisce una situazione spiacevole, come ad esempio un disabile sulla sedia a rotelle, se sei molto perspicace e sensibile, puoi pienamente immaginare la loro permanente frustrazione per la continua discussione che generano nelle altre persone, e l'irritazione nell'avere accanto gente che costantemente si mostra gentile con te." (Morrissey intervistato da Vox, 1990)
La copertina ritrae una foto di Morrissey, realizzata da Anton Corbijn. Il videoclip promozionale, diretto da Tim Broad, è stato girato nel deserto del Nevada e nella Valle della Morte, in California.

## Tracce
- UK 7"

1. November Spawned a Monster - 5:24
2. He Knows I'd Love to See Him - 3:06

- UK 12" / CDs

1. November Spawned a Monster - 5:24
2. He Knows I'd Love to See Him - 3:06
3. Girl Least Likely To - 4:50

## Formazione
- Morrissey – voce
- Andy Rourke - basso
- Kevin Armstrong - chitarra
- Andrew Paresi - batteria
- Mary Margaret O'Hara - voce